# 미세 플라스틱

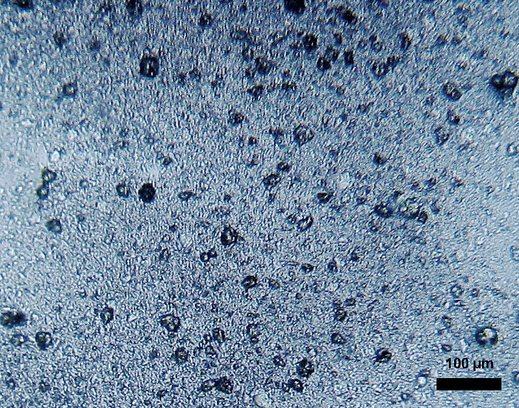
짠 치약 속의 폴리에틸렌 미세구정

미세플라스틱은 생물물리학적 용어로 지구상에 존재하며 환경을 오염시키는 미세한 플라스틱을 의미한다. 특히 커다란 플라스틱이 미세 플라스틱으로 분해 되면서 바닷 속과 해수면을 떠다니며해양환경에서 큰 문제를 일으키고 있다. 일부의 해양연구자는 1mm보다도 작은 현미경 사이즈의 모든 플라스틱 입자로 정의하고 있지만, 현장에서의 채취에 일반적으로 사용되는 뉴스톤넷의 메시 사이즈가 333μm ( 0.333mm)인 것을 인식하고 있으면서, 5mm보다도 작은 입자와 정의하고 있는 연구자도 있다 그리고 ........................

## 발생원인
미세 플라스틱의 발생원으로 의심되고 있는 것은 다수
- 공업용연마재, 각질제거의 세안료, 화장품 또는 샌드 블라스트용 연마재[5] 등에 직접 사용하기 위해서 생산되는 미세 플라스틱 또는 다종다양한 소비자제품을 생산하기 위한 전단계의 원료(펠렛이라 부름)로 간접적으로 사용하기 위해서 생산되는 미세 플라스틱(1차 미세 플라스틱)
- 특히 해양 쓰레기 등의 큰 플라스틱 재료가 깨져 조금씩 조금씩 자잘한 단편(여럿으로 끊어진 조각)이 된 결과, 환경중에 형성된 미세 플라스틱(2차 미세 플라스틱). 이것을 초래하는 원인은 물결 등이 기계적인 힘과 태양광, 특히 자외선(UV)이 일으키는 광화학적 프로세스이다.
- 가정에서 의류의 세탁에 의한 천으로부터 합성섬유가 분리. 하수도에 흘러드는 세탁 배수중 미세 플라스틱 입자와 환경중의 미세 플라스틱의 조성과의 비교에 의해 1km미만의 입경의 미세 플라스틱 오염의 대부분이 천에서 분리된 합성섬유로 구성될 가능성이 있는 것이 시사되고 있다.[6]

최근 수십년간 세계의 플라스틱 소비량의 증가에 의해 미세 플라스틱은 전세계의 해양에 널리 분포되게 되고, 그 양은 확실하게 증대하고 있다.

## 환경의 영향
2008년 9월 1일부터 미국 워싱턴주 타코마 시의 워싱턴 대학 타코마 분교에서 개최된 해양 쓰레기 중에 미세 플라스틱이 존재, 영향 및 환경운명에 관한 최초의 국제연구 워크숍에 참가한 연구자들은 아래의 근거에 의해 미세 플라스틱이 해양환경에 문제를 초래하고 있는 것에 합의했다.
- 미세 플라스틱이 해양환경중에 존재하는 것이 확인되고 있다.
- 이 입자의 체류 기간이 길다.(따라서 앞으로도 집적하는 가능성이 높다)
- 해양생물에 의한 미세 플라스틱의 섭취가 실제 증명되고 있다.

지금까지의 연구는 더 큰 플라스틱에 중점이 두어져 왔다. 낚싯줄 실이나 어망 등의 플라스틱에 얽힐 것인가, 플라스틱을 섭식할 것인가, 목에 막히게 해 질식함으로써 생물이 쇠약해 죽어버릴 것인가, 육지에 올라 앉아 몸 움직임을 할 수 없어진다고 한 것에 관련되는 문제는 널리 인식되어 있다.
이것과는 대조적으로, 미세 플라스틱은 5mm보다도 작아서 평범한 존재다. 이 크기의 입자는 지극히 폭넓은 생물종이 이용할 수 있는 형태이지만, 섭식되는 것이 실제 증명되고 있는 예는, 침적물 섭식성의 갯지렁이(Arenicola marina)과 여과섭식성의 홍합(Mytilus edulis) 밖에 거론되고 있지 않다. 먹이 사슬의 하위에 있는 생물종의 섭식의 영향이 대부분 알려져 있지 않은 것이 불안을 초래하고 있다. 영양단계를 통해 미세 플라스틱이 옮겨갈 것인가 아닌가는 아직 알려지지 않았다.
미세 플라스틱을 섭식한 후의 해양 생물의 영향은 아래의 3가지로 추측된다.
- 섭식기관 또는 소화관의 물리적 폐쇄 또는 손상
- 섭식후 플라스틱 성분 화학물질이 내장으로 침출
- 흡수된 화학물질의 장기에 의한 섭취와 농축

소(小)동물은 거짓 포만감에 의한 실제적인 먹이 섭취량이 감소한다. 그러나, 해양생물에 대한 장기적인 영향은 현시점에서는 미지이다.
또, 플라스틱 쓰레기가 생물상을 살포하는 운송점의 활동을 하는 것도 실증되고 있어 대양중의 확산의 기회가 증대함으로 전세계의 바다 생물다양성이 위기에 노출되어 있다. 침략적 외래종과 침입종의 확산은, 범존종의 확산과 같은 정도의 큰 문제이다.

## 미세 플라스틱과 잔류성 유기오염물질
또 플라스틱 입자는 환경과 주위의 바닷물 중에 보통으로 존재하는 합성 유기화합물(예를 들면 잔류성 유기오염물질(POPs) 등)을 그 표면에서 흡수함으로 고도로 축적해 운반할 가능성이 있다. 미세 플라스틱이 이러한 경로를 통해서 잔류성 유기오염물질(POPs)을 환경에서 생물로 옮기는 매개자의 활동을 하고 있는 것인가 아닌가는 아직 불분명하지만 미세 플라스틱이 먹이사슬에 들어가는 잠재적인 입구인 것을 시사하는 증거 가 있다. 게다가 플라스틱 제조중에 더하여진 첨가제가 섭식때 침출해서 생물에 심각한 해를 초래할 가능성도 염려되고 있다. 플라스틱 첨가제에 의한 내분비 교란은 사람과 야생생물의 생식에 관한 건강과 다름없게 영향을 끼치는 우려가 있다.
현재의 수준에서는, 미세 플라스틱이 PCB, 다이옥신, DDT등의 POPs의 외양에 있어 세계적으로 중요한 지구화학적 저류층이 될 가능성은 낮다. 그러나 소규모인 스케일로 미세 플라스틱이 화학적 저류층으로서 큰 역할을 행할 것인가 아닌가는 명확하지 않다. 대도시의 항만이나, 농업배수와 공업폐수가 집중하는 배수로 등이 오염된 인구밀집지역에 있어서는 저류층 기능이 있는 것으로 보인다. 석유계 폴리머(플라스틱)은 대부분 모두 생분해성이 없다. 그러나 석유계 폴리머와 같은 생분해성재료의 생산에 사용할 수 있는 재생가능한 천연 폴리머가 현재 개발 중이다. 그러나 그것들을 대대적으로 사용하기 전에 환경중의 특성을 상세하게 정밀히 조사하는 것이 요구된다.

### 해양에서 검출되고 있는 유기합성화학물질
| 화학품명                | 주된 건강영향                                                                        |
| ----------------------- | ------------------------------------------------------------------------------------ |
| 알디카브(테믹)          | 신경계에 독성이 높음                                                                 |
| 빈잔                    | 염색체 손상, 빈혈, 혈액질환, 백혈병                                                  |
| 사염화탄소              | 암, 간장·신장·폐·중추신경계 손상                                                     |
| 클로로포름              | 간장·신장의 손상, 발암성 의심                                                        |
| 다이옥신                | 피부질환, 암, 유전자변이                                                             |
| 이취화에틸렌(EDB)       | 암, 남성불임                                                                         |
| 폴리염화 바이페닐(PCBs) | 간장·신장·폐의 손상                                                                  |
| 트리클로로에틸렌(TCE)   | 고농도로 간장·신장의 손상, 중추신경계의 기능저하, 피부장애, 발암성과 변이원성이 의심 |
| 폴리염화 바이닐         | 간장·긴장·폐의 손상, 폐·심혈관, 위장의 장애, 발암성과 변이원성이 의심                |

## 같이 보기
- 내분비계 장애물질
- 마이크로비즈
- 생분해성 플라스틱
- 태평양 거대 쓰레기 지대
- 플라스틱 레진펠릿 오염(영어판)
- 플라스틱 오염